# 鲁氏拟隆胎鳚
魯氏擬隆胎鳚（學名：Emblemariopsis ruetzleri），為輻鰭魚綱鳚形目煙管鳚科擬隆胎鳚屬的一種，分布於西大西洋貝里斯至巴拿馬、開曼群島、波多黎各、聖安德烈斯群島、聖克羅伊島、聖巴泰勒米島海域，深度1至8公尺，本魚體延長，頭短而鈍，無刺，鼻子有一對光滑的骨脊，眼上方有1個短觸鬚，口腔頂部中央有1排7-8顆牙齒，無側線、無鱗片，背鰭硬棘19-21枚、背鰭軟條10-13枚、臀鰭硬棘2枚、臀鰭軟條19-21枚，雄魚頭部呈黃綠色，帶有小黑點，瞳孔為黑色，周圍有一圈細細的金環，眼部觸鬚有黑斑，除了上腹部和脊柱上明顯的深色和淺色條紋內部圖案外，身體其餘部分透明，前3個背棘為黑色，有白色尖端，該區域後面的膜清晰，有散佈的黑色斑點；每個背鰭和臀鰭條的基部都有一個黑斑，尾鰭上下邊緣為白色；雌魚透明帶綠藍色和金色，頭頂有不規則的藍綠色或藍白色斑點和線條，體長可達2公分，棲息在珊瑚礁海域，通常躲在珊瑚內，以浮游動物為食，雌魚產附著性卵，由雄魚守護魚卵，生活習性不明。